# Lepopirtti
Lepopirtti är en villa som uppfördes år 1917 vid sjön Tjusträsk i Sjundeå i Finland. Villan var ett semesterhem för Tjänarinneföreningen i Helsingfors som leddes av Miina Sillanpää. Tjänarinneföreningen köpte villan av professor Julius Frisk år 1921. Efter köpet började man kalla den före detta Villa Haneborg med namnet Lepopirtti.
Numera är Lepopirtti en del av Sjundeå bad som ägs av Minna Sillanpää-stiftelsen.

## Historia
Ursprungligen grundades Lepopirtti som ett semesterhem för tjänarinnor. Köpet av Villa Haneborg mötte starka protester eftersom socialdemokraten Miina Sillanpää ledde Tjänarinneföreningen i Helsingfors. Orsaken var att då upplevde man tiden efter inbördeskriget i Finland och partier på vänstersidan var inte populära. Oavsett motståndet köpte föreningen Villa Haneborg och villan byggdes om till Lepopirtti semesterhem.

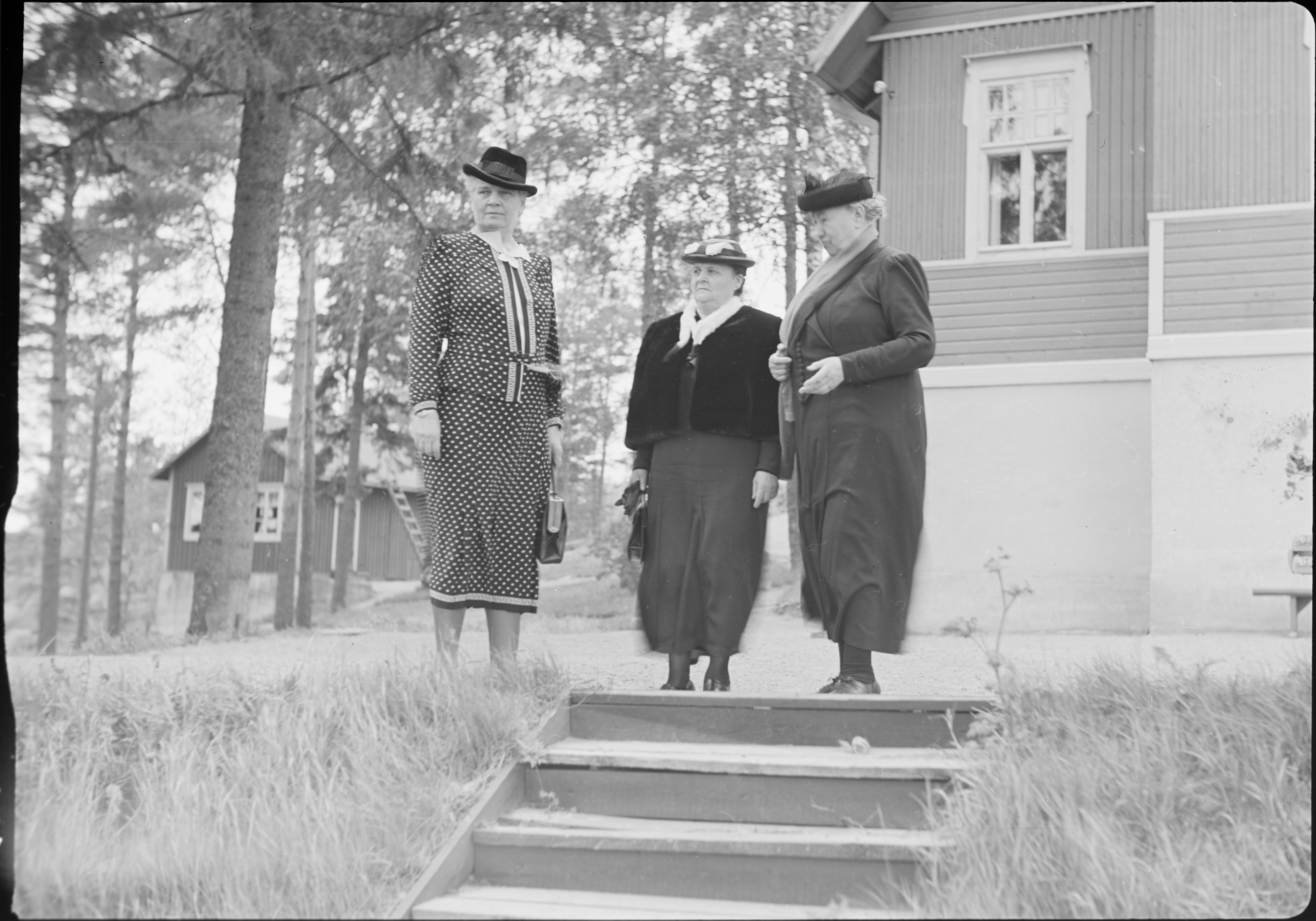
Kaisa Kallio, frun till president Kyösti Kallio, besökte Lepopirtti år 1939.

Först tog Lepopirtti emot även andra kvinnliga kunder än tjänarinnor eftersom då hade bara en liten del av tjänarinnor tid och pengar för en semester. Bland annat diktarna från Tulenkantajat besökte Lepopirtti och även några sjukhus i Helsingfors sände patienter för vila i Lepopirtti. Villan blev också ett populärt ställe för olika kurser och snart var man tvungen att utvidga byggnaden. En del tjänster flyttades till villan Suvipirtti som ligger strax intill Lepopirtti.
År 1970 köpte Miina Sillanpää-stiftelsen den närliggande Kalansgården och lät bygga ett stort badhotell och kurscentrum, Sjundeå bad, på gårdens mark. Fastigheten hyrdes senast av Scandic Hotels men år 2020 meddelade Miina Sillanpää-stiftelsen att hela fastigheten kommer att säljas. Även Lepopirtti blev till salu på våren 2022.